# Festival international de films de femmes de Créteil
Le Festival international de films de femmes de Créteil (FIFFC), surnommé AFIFF, est un festival cinématographique créé en 1979 et consacré aux films réalisés par des femmes. Les projections ont lieu à la Maison des arts et de la culture de Créteil.

## Histoire
Le Festival international de films de femmes de Créteil (FIFFC) est fondé en 1979 par Jackie Buet et Elisabeth Tréhard dans un environnement peu favorable aux réalisatrices débutantes. Ce festival met en lumière les premiers films réalisés par des femmes et les soutient dans leur diffusion en salle.

### Genèse

Maison des arts et de la culture de Créteil lieu du festival depuis 1985.

En 1979, Jackie Buet et Elisabeth Tréhard travaillent au centre d'action culturelle Les Gémeaux, à Sceaux. Elles cherchent des solutions pour résoudre le problème de sous-représentation des femmes en tant que réalisatrices dans l'industrie cinématographique. En explorant les initiatives existantes ailleurs, elles découvrent qu'un festival de films de femmes a eu lieu à New York entre 1972 et 1974, et qu'un syndicat appelé Women in Film soutient la production cinématographique grâce à des partenariats et des sponsors. Les seules actions menées alors en France sont celles du groupe de Musidora qui avaient organisé un festival de films de femmes au musée d'Art moderne en 1973,. Cependant, les directrices ne souhaitent pas endosser le féminisme radical qui est à l'origine de cette initiative. Leur objectif principal est de créer une plateforme pour mettre en avant le cinéma de femmes et promouvoir la distribution des films réalisés par des femmes.

### Premier festival en 1979 à Sceaux
Le premier festival se tient à Sceaux en 1979, avec une affiche réalisée par Daniel Chevet et figurant la Vénus de Milo et une caméra. Trente métrages sont présentés au cours de cette première mouture.

### Développement du festival
Après sept éditions, le festival déménage à Créteil en 1985. En 1989, Karine Saporta introduit un changement d'image, avec une affiche représentant une femme ronde avec un cigare, le pendant féminin d'Alfred Hitchcock.
Élisabeth Tréhard quitte la direction du festival en 1991.
En 1998, le festival fête ses 20 ans d'existence et dispose d'un budget de 3 millions de francs. La manifestation compte 30 000 spectateurs et spectatrices. La directrice, Jackie Buet, constate néanmoins les difficultés rencontrées pour améliorer les opportunités de distribution des films réalisés par des femmes présentés lors du festival, en particulier en dehors du secteur indépendant. Le festival compte des succès certains à son actif, comme celui d'avoir pu présenter Fruits du paradis d'Helma Sanders-Brahms et Parmi les pierres grises de Kira Muratova à Gilles Jacob, ce dernier sélectionnant Kira Muratova pour le festival de Cannes. Le festival en 1998 constitue également des archives de plus de 7 000 films et recherche un lieu pour les conserver.
Pour la célébration du cinquantenaire de la parution du Deuxième Sexe de Simone de Beauvoir en 1999, la revue Nouvelle Questions féministe s'associe au FIFFC,,.
Le festival est le plus ancien festival de film féminin encore en activité. En France le festival de film féministe et lesbien Cineffable été créé en 1989,.
En 2001, le festival se dote d'un site web pour sa 23e édition.

## Éditions
- La 10e édition du festival se tient en 1989[10].
- La 12e édition se déroule en 1990[11].
- La 15e édition du festival se tient du 26 mars au 15 avril 1993[12].
- La 22e édition se tient du 24 mars au 2 avril 2000[13].
- La 25e édition du festival se tient du 21 au 30 mars 2003[14].
- La 23e édition se déroule du 23 mars au 1er avril 2001[9].
- La 27e édition du festival se tient du 11 mars au 20 mars 2005. Dix longs métrages de fiction, dix longs métrages documentaires et trente courts métrages sont en compétition. Outre les cinquante films en compétition, plus de 300 films sont projetés. Le festival attire plus de 30 000 spectateurs sur dix jours. La femme politique Simone Veil est présente à l'occasion de la diffusion du film hors compétition : Un siècle au féminin portrait de Simone Veil[15].
- La 28e édition du festival se tient du 10 au 19 mars 2006. 140 films internationaux abordent le thème central des utopies. Jane Birkin participe au festival. Philippe Collin, Marie-France Pisier, Biyouna, Bruno Deloye, Marie Rivière, Jacqueline Victor, Mylène Bresson font partie du grand Jury[16].
- La 29e édition du festival se tient du 23 mars au 1er avril 2007. Elle a pour thème central les désirs sous toutes leurs formes, avec un focus sur le cinéma britannique. Charlotte Rampling est présente. Noëlle Châtelet, Daniel Vigne, Loïc Magneron, Philippe Grandrieux, Laura Benson, Marylin Alasset et Maryse Wolinski composent le grand Jury[17].
- La 30e édition du festival se tient du 14 mars au 23 mars 2008. La rétrospective de la soirée comporte 40 films notoires. L'autoportrait est consacré à Josiane Balasko. Les membres du grand Jury sont Roxane Arnold, Ingrid Caven, Nicolas Fargues, Catherine Jacob, Franck Monnet, Nicolas Philibert, Léo Soesanto et Thibault Vinçon[18].
- La 31e édition du festival se tient du 13 mars au 22 mars 2009. L'accent est mis sur les réalisatrices américaines qui délivrent des témoignages sur la lutte des classes, la marginalité, la pauvreté, le racisme, les nouveaux migrants, la guerre en Irak, la politique. L'autoportrait est consacré à Anna Karina. Les membres du Grand Jury sont Harold Cobert, Diastème, Claude Garnier, Xavier Hirigoyen, Véronique Le Bris, Claire Nebout et Aurélien Recoing.
- La 32e édition du festival se tient du 2 avril au 11 avril 2010. Rokia Traoré ouvre le festival avec un concert[19]. Afin de fêter le cinquantième anniversaire des indépendances des pays d'Afrique francophone, le cinéma africain est à l'honneur avec la programmation Trans-Europe-Afrique d'environ 80 films, ainsi qu'avec l'autoportrait consacré à Aïssa Maïga et Sotigui Kouyaté. Les 40 ans du MLF font l'objet d'une soirée avec films, archives et discussions. Les membres du Grand Jury sont Laure Adler, Jackie Berroyer, Julien Gester, Marie Pascaud, Olivier Pont et Sabrina Seyvecou.
- La 33e édition de tient du 25 mars au 3 avril 2011. L'autoportrait est consacré à Carmen Maura. Prune Engler, Laura Koeppel, Claudine Nougaret et Vincent Paul-Boncour composent le grand Jury[20],[19].
- La 34e édition se tient du 30 mars au 8 avril 2012. L'autoportrait est dédié à Anne Alvaro. La section parallèle consacre son deuxième volet de sa trilogie Europe à la France, la Belgique et les Pays-Bas. Le film Le Procès de Bobigny est projeté en avant-première, suivi d'un débat avec Gisele Halimi et Roseline Tiset pour les 40 ans du Procès de Bobigny et une soirée hommage à Carole Roussopoulos. Le grand jury est composé de Thomas Chabrol, Françoise Huguier, Jacques Kermabon, Agnès Merlet et Marie Vermeiren[21],[22].
- La 35e édition se tient du 22 mars au 31 mars 2013. L'autoportrait est dédié à Jeanne Balibar. Les thèmes du festival sont tournés vers le monde des servantes et l'Europe de l'Est. Le festival projette en avant-première le film Hannah Arendt de Margarethe von Trotta ainsi qu'une carte blanche à L'Étrange Festival. Christine Boisson, Caroline Huppert, François Quiqueré, Dominique Reymond et Sylvie Richard composent le grand Jury[23].
- La 36e édition se tient du 14 au 23 mars 2014. L'autoportrait est dédié à Maria de Medeiros. Plusieurs thématiques animent cette édition : le corps/les femmes/le sport, Vietnam : le cinéma au féminin et les héroïnes inattendues. Le film de Hilla Medalia Dancing in Jaffa est projeté en avant-première. Le grand Jury est composé de Kate Millett. Hiam Abbass, Laurent Delmas, Claude Duty et Sabine Massenet[24].
- La 37e édition se tient du 13 au 22 mars 2015. L'autoportrait est dédié à Béatrice Dalle. Plusieurs thématiques centrales sont retenues pour cette édition : Femmes/Genres/Cinéma, Turbulences et écritures cinématographiques. Le film de Brigitte Sy, L'astragale, et une mini rétrospective consacrée à Jacqueline Audry sont projetés en avant-première. Le grand Jury est composé d'Astrid Adverbe, Linda Attab, Émilie Deleuze, Jean-Michel Rodes et Philippe Soussan.
- La 38e édition se tient du 18 au 27 mars 2016. L'autoportrait est dédié à Aurore Clément.
- La 39e édition a lieu du 10 au 19 mars 2017. L'autoportrait est celui de Nathalie Richard.
- La 40e édition a lieu du 9 au 18 mars 2018. L'invitée d'honneur, Margarethe von Trotta est accompagnée de Márta Mészáros, de Lorenza Mazzetti et d'Agnieszka Holland. Un hommage est rendu à Mai Zetterling (1925-1994). La chorégraphe Karine Saporta expose ses photographies.
- La 41e édition se déroule du 22 au 30 mars 2019 avec comme invitée d'honneur Euzhan Palcy.
- La 42e édition prévue du 13 au 22 mars 2020 est annulée et reportée à la rentrée en proposant les films en salle en raison des mesures sanitaires liées à la pandémie de Covid-19 en France. Certains des jurys décernent cependant des prix[25],[26].
- La 43e édition se déroule du 2 au 11 avril 2021. L'actrice et réalisatrice Aïssa Maïga est invitée d'honneur[27]. Une rétrospective du travail de Nicole Stéphane[28],[29] est présentée et un hommage est donné à la réalisatrice italienne de documentaires Cécilia Mangini. Le festival se déroule entièrement en ligne[30],[31],[32].
- La 44e édition se déroule du 11 au 20 mars 2022, avec comme thématique À nos amour(s). La réalisatrice et ethnologue Claire Simon est invitée d'honneur, une rétrospective Lucile Hadžihalilović et un hommage à Susan Sontag sont diffusés, une programmation de films de genre Elles font genre est préparée, la section Tous les garçons et les filles est créée par le cinéma la Lucarne, un focus sur La longue marche des réalisatrices chinoises est diffusé, une soirée de solidarité est organisée et consacrée aux réalisatrices afghanes, et pour certains films la conservation d'une accessibilité hybride en partenariat avec la plateforme Festival Scope.
- La 45e édition a lieu du 24 mars au 2 avril 2023. Pour cette édition anniversaire, deux appels à films sont organisés :

1. un appel à participation à la programmation : en suggérant 3 films de réalisatrices de son choix afin qu'une sélection de 45 films parmi ces suggestions soit programmée et projetée lors du printemps 2023, intitulée À nos 45 ans : la Fabrique de l'émancipation.
2. le traditionnel appel à envoi de films des réalisatrices pour les compétitions et les sections parallèles ;

## Palmarès

### Grand prix du Jury
Prix décerné à un long métrage de fiction.
- 1980 : Allemagne, mère blafarde (en allemand : Deutschland Bleiche Mutter) d’Helma Sanders-Brahms
- 1981 : Les Sœurs ou l’équilibre du bonheur (en allemand : Schwestern Oder Die Balance Des Glucks) de Margarethe von Trotta
- 1982 : Le Silence autour de Christine M. (en allemand : De stilte rond Christine M…) de Marleen Gorris
- 1983 : Born in Flames de Lizzie Borden
- 1984 :
  - 1er prix : Avec un intérêt obstiné pour l’argent (en allemand : Mit Starrem) de Helga Reidmerster
  - 2e prix : À la limite du chagrin et de la douleur (en suédois : Smartgransen) d’Agneta Elers Jarneman
- 1985 : La Chambre de mariage (en turc : Kasik Düsmani) de Bilge Olgaç, et mention spéciale à Miroirs brisés (en allemand : Gebroken Spiegels) de Marleen Gorris
- 1986 : Le Contact (en polonais : Przez Dotyk) de Magdalena Łazarkiewicz [Téléfilm]
- 1987 : Loyalties d’Anne Wheeler et Seppan d’Agneta Fagerstrom-Olsson [Téléfilm]
- 1988 : Business as Usual de Lezli-An-Barett
- 1989 : Celia de Ann Turner
- 1990 : Mémoires d'un fleuve (en hongrois : Tutajosok) de Judit Elek et mention spéciale pour Le Syndrome asthénique (Asteniceskij Sindrom) de Kira Mouratova
- 1991 : Kracht de Frouke Fokkema
- 1992 : Freud quitte la maison (Freud flyttar hemifran) de Susanne Bier
- 1993 : L'affrontement (Tala ! Det ar sa Morkt) de Suzanne Osten
- 1994 : La Tentation d’un bonze (You Seng) de Clara Law
- 1995 : Eden Valley d’Amber Production Team
- 1996 : Neige d’été (Xiatian de Xue) de Ann Hui
- 1997 : Floating Life de Clara Law
- 1998 : Dans ce pays-là (В той стране, V toï strane) de Lidia Bobrova
- 1999 : S dnyom rozhdeniya! de Larisa Sadilova
- 2000 : Sept chants de la Toundra (Seitsemän laulua tundralta) d’Anastasia Lapsui et Markku Lehmuskallio
- 2001 : 
  - Secret Society d’Imogen Kimmel
  - In den Tag Hinein de Maria Speth
- 2002 : Chère Martha de Sandra Nettelbeck
- 2003 : Le Plus Beau Jour de ma vie (Il più bel giorno della mia vita) de Cristina Comencini
- 2004 : Ne dis rien (Te doy mis ojos) d’Iciar Bollain
- 2005 : Sepet de Yasmin Ahmad
- 2006 : Sévigné de Marta Balletbò-Coll
- 2007 : How is Your Fish Today? de Guo Xiaolu
- 2008 : Khoon bâzi (Mainline) de Rakhshan Bani-Etemad et Mohsen Abdolvahab
- 2009 : Portrait de femmes chinoises (Niu Lang Zhi Nu) de Yin Lichuan
- 2010 : Pudana – Last of the line d'Anastasia Lapsui et Markku Lehmuskallio
- 2011 : Missing man d'Anna Fenchencko
- 2012 : Invisible (en hébreu : לא רואים עליך) de Michal Aviad
- 2013 : Hemel de Sacha Polak
- 2014 : Ayer no termina nunca (Yesterday Never Ends) d'Isabel Coixet
- 2015 :
  - Grand prix du Jury : Objects in mirror (en persan : اشیا از آنچه در آینه می‌بینید به شما نزدیکترند) de Narges Abyar
  - Mention spéciale : Thou Wast Mild and Lovely de Josephine Decker
  - Coup de cœur : Todos están muertos de Beatriz Sanchís
- 2016 : Dora ou les Névroses sexuelles de nos parents (en allemand : Dora oder Die sexuellen Neurosen unserer Eltern) de Stina Werenfels - prix d'interprétation Victoria Schulz
- 2017 :
  - Grand prix du Jury : Lipstick Under My Burkha (en marathi : लिपस्टिक अंडर माय बुरखा) d'Alankrita Shrivastava[33]
  - Mention spéciale : People That Are Not Me (en hébreu : אנשים שהם לא אני) de Hadas Ben Aroya
- 2018 :
  - Grand prix du Jury : Medea de Alexandra Latishev Salazar
  - Mention spéciale : Birds Are Singing in Kigali (en polonais : Ptaki śpiewają w Kigali) de Joanna Kos-Krauze (en) et Krzysztof Krauze
- 2019 : La Caótica vida de Nada Kadić et Marta Hernáiz Pidal
- 2020 : non décerné
- 2021 :
  - Grand prix du Jury : La Voix d'Aïda (Quo vadis, Aida ?) de Jasmila Žbanić
  - Mentions spéciales pour A Thief's daughter (en espagnol : La Hija de un ladrón) de Belén Funes et Zana de Antoneta Kastrati
- 2022 :
  - Grand prix du Jury : Clara Sola[34] de Nathalie Álvarez Mesén
  - Mention spéciale pour Las Siamesas (The Siamese Bond) de Paula Hernández
- 2023 : Trenque Lauquen de Laura Citarella
- 2024 : Kalak d’Isabella Eklöf

### Prix du Public Meilleur long métrage fiction
- 1980 : Trois prix décernés
  - Les Années de la faim (en allemand : Hungerjahre) de Jutta Brückner
  - Mourir à tue-tête d’Anne Claire Poirier
  - Gaijin, les chemins de la liberté (en portugais : Gaijin – Caminhos Da Libertade) de Tizuka Yamasak
- 1981 :
  - 1er prix : Les Premiers Pas (en allemand : Laufen Lernen) de Jutta Brückner
  - 2e prix : l vallore della donna e il suo silenzio de Gertrud Pinkus
- 1982 : Tell me a Riddle de Lee Grant
- 1983 : Bleue Brume en anglais : Blue Brume de Brigitte Sauriol
- 1984 :
  - Le Cri (en polonais : Krzyk) de Barbara Sass
  - Dans le miroir de la presse à sensation (en allemand : Dorian Gray Im spiegel der Boulevardpresse) de Ulrike Ottinger
- 1985 : La Femme de l’hôtel de Léa Pool
- 1986 : Anne Trister de Léa Pool
- 1987 : Les frères Mozart (en suédois : Bröderna Mozart) de Suzanne Osten
- 1988 : High Tide de Gillian Armstrong
- 1989 : L'Actrice et son fantôme (Ren gui quing) de Huang Shuqin
- 1990 : Oranges Are Not the Only Fruit de Beeban Kidron [mini-série TV]
- 2004 : Ne dis rien (en espagnol : Te doy mis ojos) d'Iciar Bollain
- 2005 : Brothers (en danois : Brødre, en français : « Frères ») de Susanne Bier
- 2006 : Both de Lissett Bracellos
- 2007 : Shoot The Messenger de Ngozi Onwurah
- 2008 : Sakli Yüzler (en anglais : Hidden Faces) de Handan Ipekçi
- 2009 : El patio de mi cárcel de Bélen Macias
- 2010 : When we leave de Feo Aladag
- 2011 : Lou de Belinda Chayko
- 2012 : Margarita de Laurie Colbert et Dominique Cardona
- 2013 : Inch’Allah d'Anaïs Barbeau-Lavalette
- 2014 : Corps et Biens de Taïsia Igumentseva
- 2015 : Dukhtar d'Afia Nathaniel
- 2016 : La novia de Paula Ortiz
- 2017 : Sami Blood de Amanda Kernell
- 2018 : Pin Cushion de Deborah Haywood
- 2019 : Back Home de Magdalena Łazarkiewicz
- 2020 et 2021 : non décerné
- 2022 : Glasshouse de Kelsey Egan
- 2023 : Fifi de Jeanne Aslan et Paul Saintillan

### Prix du Public Meilleur long métrage documentaire
- 1985 : Tsiamelo a place of Goodness de Betty Wolpert
- 1986 : Las Madres : the Mothers of Plaza de Mayo de Susana Munoz
- 1987 : Arc en ciel brisé (en anglais : Broken Rainbow) de Victoria Mudd
- 1988 : Talking to the Ennemy de Mira Hamermesh
- 1989 : Cover up : Behind the Iran Contra Affair de Barbara Trent
- 1990 : Caste criminelle de Yolande Zauberman
- 1994 : Amours interdites : au-delà des préjugés, vies et paroles de lesbiennes de Aerlyn Weissman et Lynne Fernie
- 2004 : One of many de Jo Béranger et Doris Buttignol
- 2005 : Prostitution behind the veil (en danois : Prostitution bag sløret) de Nahid Persson
- 2006 : Zero degree of separation d'Elle Flanders
- 2007 : Resistencia de Lucinda Torre
- 2008 : Babel Caucase toujours !  de Mylène Sauloy
- 2009 : Slingshot Hip Hop de Jackie Reem Salloum
- 2010 : The Sun Behind the Clouds: Tibet's Struggle for Freedom de Ritu Sarin et Tenzing Sonam
- 2011 : Agnus Dei d'Alejandra Sánchez
- 2012 : Con mi Corazón en Yambo de María Fernanda Restrepo
- 2013 : Même un oiseau a besoin de son nid de Christine Chansou et Vincent Trintignant
- 2014 : No Burqas Behind Bars de Maryam Ebrahimi et Nima Sarvestani
- 2015 : In the image : Palestinian women capture the occupation de Judith Montell et Emmy Scharlatt
- 2016 : Exotica, Erotica, etc. d'Evangelía Kranióti
- 2017 : L'école de la vie de Maite Alberdi
- 2018 : El Pacto de Adriana de Lissette Orozco
- 2019 : Delphine et Carole, insoumuses de Callisto Mc Nulty
- 2020 et 2021 : non décerné
- 2022 : As I Want de Samaher Alqadi
- 2023 : Geographies of Solitude de Jacquelyn Mills

### Prix du public meilleur court métrage français
- 1980 : Les Enfants du Polisario de Djamila Olivesi
- 1981 : Solange Giraud, née Taché de Simone Bitton
- 1982 : Musique en feu de Catherine Lahoucarde
- 1986 : Deux prix à égalité :
  - 14 Juillet 39 d'Irène Ténèze
  - L'Index de Marie-Hélène Quinton, ex-aequo
- 1987 : Frayeur au 6e ciel de Harmel Sbraire
- 1988 : Zot ka fe zouzou de Véronique Mucret
- 1989 : Deux prix :
  - 1er prix : Le Travail du fer de Célia Canning et Néry Catineau
  - 2e prix : TV Buster d'Anita Assal et John Hudson
- 1990 : Trilogie d'Elisabeth Kapnist
- 2001 : Baobab de Laurence Attali
- 2004 : Le Lion volatil d'Agnès Varda
- 2005 : Le léopard ne se déplace jamais sans ses taches d'Héléna Klotz
- 2006 : Les Princesses de la piste de Marie Hélia
- 2007 : La Promenade de Marina de Van
- 2008 : Ata de Cagla Zencirci et Guillaume Giovannetti
- 2009 : Profanations de Lucia Sanchez
- 2010 : Un transport en commun de Dyana Gaye
- 2011 : L'Invention des jours heureux de Sandrine Dumas
- 2012 : Planet Z de Momoko Seto
- 2013 : La Femme côtelette de Mariette Auvray
- 2014 : Kijima Stories de Laetitia Mikles
- 2015 : Sol Branco de Cristèle Alves Meira
- 2016 : Vers la tendresse d'Alice Diop
- 2017 : Lady Frutti de Chloé Fabre
- 2018 : Larsen de Margot Gallimard
- 2019 : La Boucle de Vanda Braems
- 2020 et 2021 : non décerné
- 2022 : Sortie d'équipe d'Yveline Ruaud
- 2023 : Bolide de Juliette Gilot

### Prix du Public Meilleur court métrage étranger
- 1981 : Consolation Prize de Rivka Hartman
- 1982 : Nous sommes fortes et tendres de Karin Seybold
- 1983 : Anou Banou d'Edna Politi
- 1985 :
  - Table for One de Doris Chase
  - Bas les pattes de Monique Renault
- 1986 : A little Victory de Geneviève Robert
- 1987 : International Sweetheart of Rhythm d'Andrea Weiss et Greta Schiller
- 1988 : La mirada de Myriam de Clara Riascos
- 1989 : Tiny an Ruby : Hell Divin’ Woman de Greta Schiller
- 1990 : Plamia de Ruzika Mergenbaieva
- 2004 : Aurora Boréalis de Lisbeth Dreyer
- 2005 : Moustache de Vicky Sugars
- 2006 : Sindrome de la linéa blanca de Lourdès Villagomez
- 2007 : Deweneti de Dyana Gaye
- 2008 : Hush de Dena Curtis
- 2009 : Passages de Marie-Josée Saint-Pierre
- 2010 : Me and my nose de Ziska Szemes
- 2011 : Little children, big words de Lisa James Larsson
- 2012 : Baldguy de Maria Bock
- 2013 : Temporary de Jüraté Samulyonité
- 2014 : Joanna d'Aneta Kopacz
- 2015 : The chicken de Una Gunjak
- 2016 : Women in Sink d'Iris Zaki
- 2017 : A Night in Tokoriki de Roxana Stroe
- 2018 : Calamity de Séverine de Streyker et Maxime Feyers
- 2019 : The Divine Way de Ilaria Di Carlo
- 2020 et 2021 : non décerné
- 2022 : Mao's Ice Cream de Jialu Zhang, Brindusa Ioana Nastasa, et Annabella Stieren
- 2023 : Finns Heel de Cato Kusters

### Prix d'interprétation féminine
- 1985 : Elisabeth Mortensen dans Papirfuglen (Le Cerf volant) d'Anja Breien
- 1986 :
  - Louise Marleau dans Anne Trister de Léa Pool
  - Marcelia Cartaxo dans A Hora da Estrela (L'Heure de l'étoile) de Suzana Amaral
- 1987 : Lena T. Hansson dans Bröderna Mozart (Les frères Mozart) de Suzanne Osten
- 1988 : Jackie Burroughs dans A Winter Tan de Jackie Burroughs

### Prix d'interprétation masculine
- 1986 : Jukka-Pekka Palo dans Fuite vers le nord de Ingemo Engstrom
- 1987 :
  - Hendrik Toompere dans Jeux d'enfants (Igry Dlya Detey Chkolnovo Vozrata) de Leyda Layus
  - Zoltan Nagy dans Elysium d'Erika Szanto [Prix d'interprétation enfantine]

### Grand Prix de la mise en scène
- 1986 : A Hora da Estrela (L'Heure de l'étoile) de Suzana Amaral

### Prix Canal +
Les courts métrages sélectionnés sont tous passés sur la chaîne.
- 1989 : Schoon genoeg d'Ellen Meske
- 1990 : Dolce Vita d'Eva Dahr
- 2004 : Zeke de Dana Buning
- 2005 : Hỏi Mấy (Salut Maya) de Claudia Lorenz
- 2006 : Stalk de Leigh Hodgkinson
- 2007 : non décerné
- 2008 : Un hombre tranquilo de Arantzazu Gomez Bayon
- 2009 : Oh, my God ! d'Anne Sewitsky
- 2010 : Dream Walker de DJ Chen Yin-Jung
- 2011 : Chacun son goût de Hyun Hee Kang
- 2012 : Hombre máquina de Roser Corella et Alfonso Moral
- 2013 : Le Mariage de Marina Seresesky
- 2016 : Clumsy Little Acts of Tenderness de MiiaTervo

### Prix France TV au féminin - Des images et des elles
- 2015 : Sovereignty Dreaming, la révolte des rêves de Vanessa Escalante
- 2016 : They Will Have To Kill Us First de Johanna Schwartz
- 2017 : Belle de nuit -Griselidis Real – Autoportraits de Marie-Ève de Grave
- 2018 : Beyond Dreams de Rojda Sekersöz
- 2019 : Bains publics de Kita Bauchet
- 2020 : Mon nom est clitoris de Lisa Billuart-Monet et Daphné Leblond
- 2021 : Leur Algérie de Lina Soualem
- 2022 : Beans de Tracey Deer
- 2023 : Pendant que Nicoleta travaille d'Isabelle Detournay

### Prix INA réalisatrice créative
- 2016 : Vers la tendresse d'Alice Diop
- 2017 : Noyade interdite de Mélanie Laleu
- 2018 : Calamity de Séverine de Streyker et Maxime Feyers
- 2019 : Excess Will Save Us de Morgane Dziurla-Petit
- 2020 : Int. Anouchka-Nuit, de Louise Hansenne
- 2021 : Trois feuilles d'Éléonore Coyette et Sephora Monteau
- 2022 : Horacio de Caroline Cherrier
- 2023 : Safety Matches de Pauline Bailey

### Prix de l'Association Beaumarchais
Prix décerné à un court métrage francophone.
- 2004 : À quoi ça sert de voter écolo ? d'Aure Atika
- 2005 : Les Courants de Sofia Norlin
- 2006 : Poids plume de Nolwenn Lemesle
- 2007 : Nationale d'Alix Barbey
- 2008 : Sarah de Kadija Leclere
- 2009 : L'Endroit idéal de Brigitte Sy
- 2010 : C'est gratuit pour les filles de Claire Burger et Marie Amachoukeli
- 2011 : Au milieu de nulle part ailleurs d'Annick Blanc
- 2012 : Sac de nœuds d'Ève Duchemin

### Prix du jury Graine de Cinéphage
- 1990 : Jeux d'enfants d'âge scolaire (Igri dlia detei chkolnovo vozrasta) de Leyda Laïus
- 2004 : Na cidade vazia (Attends, la ville sera vide), film de fiction de Maria João Ganga
- 2005 : …ing, film de fiction de Eon-Hee Lee
- 2006 : Frozen Angels, documentaire de Frauke Sandig et Erik Black et une mention spéciale à Lili et le baobab de Chantal Richard
- 2007 : Shoot The Messenger de Ngozi Onwurah
- 2008 : Maati Maay de Chitra Palekar
- 2009 : Rain de Maria Govan
- 2010 : My Queen Karo de Dorothée Van Den Berghe
- 2011 : Lou de Belinda Chayko
- 2012 : Notre école documentaire de Mona Nicoara et Miruna Coca-Cozma
- 2013 : Sac de Farine de Kadija Leclere
- 2014 : Innocents de Chen-Hsi Wong
- 2015 : Todos están muertos de Beatriz Sanchis
- 2016 : Tsamo d'Anastasia Lapsui et Markku Lehmuskallio
- 2017 :
  - Ovarian Psycos de Joanna Sokołowski et Kate Trumbull-LaValle
  - Mention spéciale : Park de Sofia Exarchou
- 2018 : Le Roi des Belges de Jessica Woodworth et Peter Brosens
- 2019 : #Female Pleasure de Barbara Miller
- 2020 : non décerné
- 2021 : A regular woman de Sherry Hormann
- 2022 : Libertad de Clara Roquet
- 2023 : About Kim Sohee de July Jung

### Prix AFJ
Prix décerné par l'Association des femmes journalistes.
- 1985 : Scrubbers de Mai Zetterling
- 1986 :
  - Un peu toi et un peu moi (en hongrois : Egy Kicsit en, egy kicsit te) de Lívia Gyarmathy
  - Mention spéciale : Las Madres : the Mothers of Plaza de Mayo de Susana Munoz
- 1987 :
  - Dirigenterna (Elles sont chef(e)s d'orchestre) de Christina Olofson
  - Mention spéciale : Histoire à suivre… de Diane Beaudry
- 1988 : Classified People de Yolande Zauberman
- 1989 : Hell to Pay d'Alexandra Anderson et Anne Cottringer
- 1990 :
  - Le Berceau (Kolybel) de Raissa Yernazarova
  - Mention spéciale : Eat the Kimono de Kim Loginotto et Claire Hunt
- 2004 : Du Ska Nog se att Det Gar Over (en anglais : Don't Worry it will Probably Pass) de Cecilia Neant-Falk
- 2005 : Prostitution bag sloret (Prostitution behind the veil) de Nahid Persson
- En 2006 le prix devient Prix ACRIF Docs-Lycéens

### Prix ACRIF Docs-Lycéens
Ce prix remplace celui de l'AFJ, il est désormais attribué par un jury de lycéens
- 2006 :
  - Oyun de Pelin Esmer
  - Mention spéciale : Balordi de Mirjam Kubescha
- 2007 :
  - Enemies of Happiness d'Eva Mulvad
  - Mention spéciale : Dialogues in the Dark de Melek Taylan
- 2008 : À côté de Stéphane Mercurio

### Prix Anna-Politkovskaïa
Ce prix remplace celui de l'ACRIF Docs-Lycéens. Il est décerné par un jury constitué de journalistes presse et radio à un long métrage documentaire.
- 2009 : Kommunalka de Françoise Huguier
- 2010 : War and love in Kabul d'Helga Reidemeister
- 2011 : Goodnight Nobody de Jacqueline Zünd
- 2012 : Con mi Corazón en Yambo de María Fernanda Restrepo
- 2013 : Elena de Petra Costa
- 2014 : Lame de fond de Perrine Michel
- 2015 : L'Axe optique de Marina Razbezhkina
- 2016 : Strung Out de Nirit Aharoni
- 2017 : Tales of Two Who Dreamt de Andrea Bussmann et Nicolás Pereda
- 2018 : See You Tomorrow God Willing ! de Ainara Vera
- 2019 : Blowin' Up de Stephanie Wang-Breal
- 2020 :
  - Numéro 387 - Disparu en Méditerranée de Madeleine Leroyer
  - Mention spéciale : Le Kiosque d'Alexandra Pianelli
- 2021 :
  - I love you I miss you I hope I see you before I die d'Eva Marie Rødbro
  - Mention spéciale : Radiographie d'une famille de Firouzeh Khosrovani
- 2022 : As I Want de Samaher Alqadi
- 2023 : Geographies of Solitude de Jacquelyn Mills

### Prix du jury Paris XII - UPEC
Depuis 1994, le jury de l'université Paris 12 Val-de-Marne récompense un court métrage européen.
- 2004 : Meine Eltern (Mes Parents) de Neele Vollmar
- 2005 : Mercy de Candida Scott-Knight
- 2006 : A Song for Rebecca de Norah McGettigan
- 2007 : Embrace Me (en polonais : Przytul mnie) de Kim Hye-Jee
- 2008 : Milan de Michaela Kezele
- 2009 : September d'Esther May Campbell
- 2010 : Me and my nose de Ziska Szemes
- 2011 : Little children, big words de Lisa James Larsson
- 2012 : Flying Anne de Catherine van Campen
- 2013 : Liza, Go Home ! d'Oksana Buraja
- 2014 : Joanna d'Aneta Kopacz
- 2015 : Schoolyard de Rino Dragasaki
- 2016 : Le Sommeil des Amazones de Bérangère McNeese
- 2017 :
  - Alepou de Jacqueline Lentzou
  - Mention spéciale : Sparte de Noëmie Nicolas
- 2018 :
  - I Will Always Love You, Conny de Amanda Kernell
  - Mention spéciale : Calamity de Séverine de Streyker et Maxime Feyers
- 2019 : Une sœur de Delphine Girard
- 2020 : Exam/Emtehan de Sonia K. Hadad
- 2021 : Trois feuilles d'Éléonore Coyette et Sephora Monteau
- 2022 : Horacio de Caroline Cherrier
- 2023 : My Girl Friend de Kawthar Younis

### Prix Kodac
- 1987 : Vertiges de Christine Laurent

### Prix du scénario "Images de ma ville"
- 2015 : Dessine-moi une ville de Helena Gillan
- 2016 : non décerné
- 2017 :
  - Les hommes meurent aussi la nuit de Laure-Amélie Vilanova
  - Mentions spéciales :
    - La fille aux crayons de Jean-Claude Kagan
    - Aux pantoufles de verre de Dominique Alzerat
- 2018 : Mauvaise Passe de Danielle Noulet
- 2019 et 2020 : non décerné
- 2021 :
  - La sœur jumelle de Ouiza Sefiane
  - Mention spéciale : Sale temps pour les canards de Gérald Royer
- 2022 : non décerné
- 2023 : Mon garçon de David Gillet

### Prix du scénario Le Manuscrit
De 2004 à 2008, les éditions Le Manuscrit ont soutenu l'écriture du cinéma féminin en publiant le scénario d'une auteure choisie par un jury de professionnels du livre et du cinéma.
- 2005 : Alliances de Lise Bismuth
- 2006 : Chroniques boulangères de Claudine Bourbigot
- 2007 : Ciao, les enfants ! de Solange Sogalen
- 2008 : Tombée des nues de Stéphanie de Mareuil